# Semniomima
Semniomima is een geslacht van vlinders van de familie van de grasmotten (Crambidae), uit de onderfamilie van de Pyraustinae. Dit geslacht is voor het eerst beschreven door William Warren in een publicatie uit 1892. 

## Soorten
- Semniomima anubisalis  (Schaus, 1934)
- Semniomima astrigalis  (Dognin, 1906)
- Semniomima auranticeps  (Hampson, 1913)
- Semniomima clarissalis  (Schaus, 1920)
- Semniomima flaviceps  (Burmeister, 1878)
- Semniomima fuscivenalis  (Schaus, 1920)
- Semniomima josialis  (Hampson, 1918)
- Semniomima ligatalis  (Druce, 1895)
- Semniomima mediana  (Schaus, 1904)
- Semniomima mesozonalis  (Hampson, 1913)
- Semniomima peruensis  (Capps, 1967)
- Semniomima polypaetalis  (Schaus, 1920)
- Semniomima polystrigalis  (Hampson, 1899)
- Semniomima puella  (Walker, 1856)
- Semniomima tristrigalis  (Hampson, 1913)